# مارشا ستيفنز
مارشا ستيفنز (بالإنجليزية: Marsha Stevens)‏ هي ملحنة ومغنية مؤلفة ومغنية أمريكية، ولدت في 5 نوفمبر 1952.

## روابط خارجية
- مارشا ستيفنز على موقع ميوزك برينز (الإنجليزية)